# Hammarby IF Boule
Hammarby IF Bouleförening bildades den 4 november 2001 och invaldes i Hammarby IF Alliansförening den 22 april 2002. Bouleföreningen bildades av ett gäng entusiaster som länge tyckt att det var en brist att Hammarby saknade boulesektion. Hammarby Boules verksamhet är knuten till Södermalm i Stockholm i Sverige.